# 이반 부코비치
이반 “기가” 부코비치 (Ivan "Giga" Vuković, 1987년 2월 9일 ~ )는 몬테네그로의 전 축구 선수이다.